# Горња Трешњица
Горња Трешњица је сеоско насеље у Србији у општини Љубовија у Мачванском округу. Према попису из 2022. било је 169 становника.
Овде се налази Специјални резерват природе Клисура реке Трешњице. На реци Горња Трешњица раније је било 27 воденица, сада је остала само једна.

## Демографија
У насељу Горња Трешњица живи 247 пунолетних становника, а просечна старост становништва износи 46,2 година (44,6 код мушкараца и 47,9 код жена). У насељу има 109 домаћинстава, а просечан број чланова по домаћинству је 2,67.
Ово насеље је у потпуности насељено Србима (према попису из 2002. године), а у последња три пописа, примећен је пад у броју становника.
|  |

| Демографија | Демографија | Демографија |
| Година      | Становника  | Становника  |
| ----------- | ----------- | ----------- |
| 1948.       | 660         |             |
| 1953.       | 662         |             |
| 1961.       | 616         |             |
| 1971.       | 490         |             |
| 1981.       | 434         |             |
| 1991.       | 344         | 343         |
| 2002.       | 291         | 292         |

| Етнички састав према попису из 2002.‍ | Етнички састав према попису из 2002.‍ | Етнички састав према попису из 2002.‍ | Етнички састав према попису из 2002.‍ | Етнички састав према попису из 2002.‍ |
| ------------------------------------ | ------------------------------------ | ------------------------------------ | ------------------------------------ | ------------------------------------ |
|                                      |                                      |                                      |                                      |                                      |
| Срби                                 | Срби                                 |                                      | 291                                  | 100,0%                               |
| непознато                            | непознато                            |                                      | 0                                    | 0,0%                                 |

| Година пописа     | 1948. | 1953. | 1961. | 1971. | 1981. | 1991. | 2002. |
| ----------------- | ----- | ----- | ----- | ----- | ----- | ----- | ----- |
| Број домаћинстава | 103   | 106   | 112   | 106   | 98    | 101   | 109   |

| Број чланова      | 1  | 2  | 3  | 4  | 5 | 6 | 7 | 8 | 9 | 10 и више | Просек |
| ----------------- | -- | -- | -- | -- | - | - | - | - | - | --------- | ------ |
| Број домаћинстава | 24 | 36 | 15 | 25 | 5 | 3 | 1 | 0 | 0 | 0         | 2,67   |

| Пол    | Укупно | Неожењен/Неудата | Ожењен/Удата | Удовац/Удовица | Разведен/Разведена | Непознато |
| ------ | ------ | ---------------- | ------------ | -------------- | ------------------ | --------- |
| Мушки  | 126    | 34               | 81           | 11             | 0                  | 0         |
| Женски | 132    | 22               | 80           | 30             | 0                  | 0         |
| УКУПНО | 258    | 56               | 161          | 41             | 0                  | 0         |

| Пол    | Укупно                    | Пољопривреда, лов и шумарство | Рибарство                            | Вађење руде и камена | Прерађивачка индустрија       |
| ------ | ------------------------- | ----------------------------- | ------------------------------------ | -------------------- | ----------------------------- |
| Мушки  | 69                        | 49                            | 1                                    | 1                    | 6                             |
| Женски | 42                        | 34                            | 0                                    | 0                    | 2                             |
| УКУПНО | 111                       | 83                            | 1                                    | 1                    | 8                             |
| Пол    | Производња и снабдевање   | Грађевинарство                | Трговина                             | Хотели и ресторани   | Саобраћај, складиштење и везе |
| Мушки  | 0                         | 3                             | 1                                    | 2                    | 6                             |
| Женски | 0                         | 1                             | 1                                    | 0                    | 3                             |
| УКУПНО | 0                         | 4                             | 2                                    | 2                    | 9                             |
| Пол    | Финансијско посредовање   | Некретнине                    | Државна управа и одбрана             | Образовање           | Здравствени и социјални рад   |
| Мушки  | 0                         | 0                             | 0                                    | 0                    | 0                             |
| Женски | 0                         | 0                             | 0                                    | 0                    | 1                             |
| УКУПНО | 0                         | 0                             | 0                                    | 0                    | 1                             |
| Пол    | Остале услужне активности | Приватна домаћинства          | Екстериторијалне организације и тела | Непознато            | Непознато                     |
| Мушки  | 0                         | 0                             | 0                                    | 0                    | 0                             |
| Женски | 0                         | 0                             | 0                                    | 0                    | 0                             |
| УКУПНО | 0                         | 0                             | 0                                    | 0                    | 0                             |